# Josep Coll i Vilaceca
Josep Coll i Vilaceca, Joseph Coll, (Ceret, 17 de novembre del 1826  — Perpinyà, 20 de març del 1901) va ser un músic, director d'orquestra i compositor nord-català.

## Biografia
Després de rebre les primeres nocions de solfeig del seu pare François Coll Mattes estudià al conservatori de Perpinyà (a partir del 1843, primer premi de violí el 1844) i al Conservatoire Royal de Musique et de Déclamation de París (1846-48, primer premi de violí i composició el 1844). El 1849, els reputats compositors Halevy i Thomas aconseguiren que fos nomenat professor del "Cours Normal de Chant de la Ville de Paris". Poc després, però, hagué de marxar per fer el soldat, on les seves qualitats musicals feren que fos destinat al "Gymnase musical militaire" (l'Institut Musical Militar), d'on en sortí a l'any següent amb els primers premis en composició musical i solfeig, i el segon en flauta. Va ser nomenat cap de música del 66è regiment d'infanteria, amb caserna a Tolosa de Llenguadoc el 1855, i se l'encarregà de reorganitzar la música de la Guàrdia Imperial francesa. Al mateix temps, Halévy li encarregà que adaptés per a banda militar les seves obertures més conegudes. Dimití de tots els càrrecs el 1856 i tornà a la seva terra natal. El "Cercle de Santa Cecília" el trià com a director de la seva orquestra, i dirigí l'orquestra del teatre de Perpinyà (1864) al llarg de més de vint anys, mentre l'edat i la salut ho permeteren.
Com a compositor escrigué més de 400 obres, moltes per a cobla, emprant molt sovint temes populars rossellonesos; i la seva producció de balls, contrapassos i danses esdevingué habitual en la programació musical de les festes majors nord-catalanes. A la seva producció hi destaquen especialment diverses òperes: Guillaume de Cabestany, Le spleen du tambour i la més famosa, l'òpera André Chénier en estil romàntic. La peça que l'ha fet més conegut, però, és la Regina Coeli que el consell parroquial de Sant Esteve d'Illa (Rosselló) li encarregà i que de forma tradicional es canta a la processó, i posteriorment a l'església, el matí de Pasqua del 1891 ençà. El seu nebot, Albert Manyach Mattes, també va ser músic i compositor, i dirigí les cobles Mattes i Cortie-Mattes de Ceret.

## Obres
- André Chénier (1880), òpera en tres actes amb llibret de Jean Mercadier, alcalde de Perpinyà 1881-1882[4]
- Guillaume de Cabestany, òpera còmica en dos actes amb llibret de Jean Mercadier [nt 6]
- Marche funèbre (1855)
- Mosaique roussillonnaise
- Polka catalane: Souvenir de Vernet-les-Bains (1901), per a piano (partitures)
- Regina Coeli (1861), a quatre veus
- Le spleen du tambour (1865), òpera amb llibret de Jean Mercadier[4] distingida al concurs de la "Union musicale" de París